# Маренка польова
Маренка польова (Asperula arvensis) — вид квіткових рослин родини маренових (Rubiaceae).

## Біоморфологічна характеристика
Це однорічна рослина 5–50 см заввишки, безволоса, з тонким корінням. Стебло тонке, тупо чотиригранне, прямовисне, у верхній частині гіллясте. Листки ланцетні чи ланцетно-лінійні, тупі, по 4–8 у кільці; листки 2 верхніх кілець з довгими білими щетинками; нижні листки обернено-яйцеподібні; середні та верхні листки лінійно-ланцетні, 1–3 см завдовжки, голі чи дуже коротко запушені. Квітки дрібні, без запаху, у кінцевих головках, оточених численними приквітками. Чашечка відсутня. Віночок 5–7 мм, від синювато-фіолетового до білуватого, зазвичай з 4 розпростертими частками, трубка 4–6 мм. Тичинок 4. Плоди — подвійні сім'янки, 2–3 мм у діаметрі, дрібнозернисті, голі, рідше слабо волосисті. 2n=22.

## Поширення
Північна Африка, Європа, Західна Азія: Албанія, Алжир, Болгарія, Чехія, Словаччина, Кіпр, Франція, Німеччина, Греція, Угорщина, Іран, Ірак, Італія, Киргизстан, Ліван-Сирія, Лівія, Марокко, Палестина, Португалія, Румунія, Росія, Іспанія, Швейцарія, Грузія, Туніс, Туреччина, Туркменістан, Україна, Словенія, Хорватія, Сербія; вимер у Австрії, Бельгії, Нідерландах; подекуди завезений до США й Північної Європи.
В Україні вид росте на полях, у садах, на кам'янистих схилах — у Правобережному Лісостепу, передгір'ях та гірському Криму.